# Vệ Văn công
Vệ Văn công (chữ Hán: 衞文公; trị vì: 659 TCN-635 TCN), tên thật là Cơ Hủy (姬燬), là vị vua thứ 20 của nước Vệ – chư hầu nhà Chu trong lịch sử Trung Quốc.

## Thân thế
Cơ Hủy là con trai thứ ba của Vệ Chiêu bá Cơ Ngoan (con thứ của Vệ Tuyên công và phu nhân Di Khương) với bà Tuyên Khương và là cháu nội của Vệ Tuyên công - vua thứ 15 nước Vệ.
Năm 700 TCN, Vệ Tuyên công mất, chú ông là Cơ Sóc lên nối ngôi, tức là Vệ Huệ công. Huệ công còn ít tuổi, Cơ Ngoan là anh thứ đã lớn, thông dâm với mẹ Huệ công là Tuyên Khương. Ban đầu Tuyên Khương không bằng lòng nhưng bị bắt ép, lần lượt sinh ra 5 người con: 3 trai là Tề Tử, Cơ Thân, Cơ Hủy và 2 người con gái. Do quan hệ loạn luân không cùng huyết thống giữa giữa cha ông công tử Ngoan và mẹ ông Tuyên Khương, anh em Cơ Thân và Cơ Hủy vừa là em cùng mẹ khác cha với Vệ Huệ công, vừa là cháu gọi Huệ công bằng chú; còn Tuyên Khương vừa là mẹ vừa là bà trẻ kế do Tuyên Khương vốn là mẹ kế của công tử Ngoan.

## Lên ngôi vua
Sau khi Vệ Huệ công mất, con là Ý công lên thay chỉ hưởng lạc, thích chơi chim hạc. Công tử Hủy đoán nước Vệ sẽ loạn bèn bỏ sang nước Tề, được Tề Hoàn công giúp đỡ.
Năm 660 TCN, nước Địch vào đánh nước Vệ, giết Vệ Ý công, ông cùng anh là Cơ Thân bỏ chạy. Tống Hoàn công nghe tin, bèn mang quân ra bờ sông Hoàng Hà, mang thuyền đón tàn quân và dân Vệ.
Do người nước Vệ vẫn thương Cấp Tử và ghét Vệ Huệ công giết các anh tranh ngôi, không muốn lập lại dòng dõi của Huệ công, nhưng những người con khác của Vệ Tuyên công đều đã mất, Cấp Tử và công tử Thọ đều không có con, nên Tống Hoàn công lập anh ông là Cơ Thân nối ngôi, tức là Vệ Đái công.
Tuy nhiên Vệ Đái công làm vua không được lâu thì mất. Tề Hoàn công lập Cơ Hủy lên nối ngôi, tức là Vệ Văn công.

## Trị vì
Tề Hoàn công giúp nước Vệ đánh lui quân nước Địch và khôi phục lại quốc gia, huy động các chư hầu cùng xây dựng, sửa sang lại thành trì. Vệ Văn công lên ngôi trong hoàn cảnh khó khăn, ông ra sức đồng cam cộng khổ với dân chúng để xây dựng lại đất nước, thi hành pháp luật công bằng, không hưởng lạc xa hoa. Do sự chăm chỉ của Vệ Văn công, người dân nước Vệ rất cảm phục, nước Vệ dần dần được phục hồi. Năm 659 TCN Vệ Văn công dời đô tới Sở Khâu, tuy nhiên bấy giờ đã suy yếu.
Năm 657 TCN, Tề Hoàn công giận nước Sái bèn hội 6 nước chư hầu mang quân đánh. Vệ Văn công không dám trái ý, đem quân tới giúp. Đầu năm 656 TCN, Sở Thành vương điều quân cứu Sái, nhưng chưa đụng độ với liên quân thì 2 bên giảng hòa.
Năm 656 TCN, Sở Thành vương lại đánh Trịnh. Vệ Văn công lại theo Tề Hoàn công và các nước Lỗ, Tống, Trần, Tào, Hứa, Châu hội binh tại đất Hình để cứu Trịnh, đánh Sở và Sái. Quân Sái tan vỡ. Liên quân tiến sang đánh Sở. Sở Thành vương phải xin giảng hòa.
Từ năm 655 TCN, Vệ Văn công nhiều lần đi hội chư hầu do Tề Hoàn công làm chủ.
Năm 654 TCN, Tề Hoàn công giận Trịnh Văn công bỏ hội, liền cùng tập hợp chư hầu đi đánh Trịnh. Vệ Văn công cùng các nước Lỗ, Tống và Tào theo Tề kéo đến Tân Thành. Sở Thành vương mang quân đánh nước Hứa để cứu Trịnh. Tề Hoàn công và các chư hầu mang quân sang nước Hứa. Nước Trịnh được giải vây, quân Sở cũng lui về.
Nước Địch diệt nước Ôn, vua Ôn là Tô Tử Vô Tín chạy sang nước Vệ, được Vệ Văn công dung nạp. Nước Địch bèn kéo sang đánh phá nước Vệ.
Năm 644 TCN, công tử Trùng Nhĩ nước Tấn chạy lưu vong qua nước Vệ nhưng Vệ Văn công không đối xử tốt với Trùng Nhĩ. Vì vậy Trùng Nhĩ thù nước Vệ.
Năm 643 TCN, Tề Hoàn công mất, các công tử tranh nhau ngôi, công tử trưởng Vô Khuy tự lập làm vua, thế tử Chiêu chạy sang nước Tống xin giúp. Tống Tương công bèn kêu gọi các nước Tào, Vệ, Châu hợp binh đánh Tề. Vệ Văn công hưởng ứng mang quân trợ giúp đưa thế tử Chiêu về nước. Liên quân Tống đánh bại quân Tề, Vô Khuy bị giết. Tống Tương công lập thế tử Chiêu làm vua, tức là Tề Hiếu công.
Cuối năm đó, nước Địch lại liên kết với nước Hình đánh Vệ, vây đất Thỏ Phố. Vệ Văn công tập hợp các quý tộc trong họ cùng dân chúng lại, đề nghị nhường ngôi cho người có đức. Dân chúng không nghe, muốn suy tôn ông. Sau đó quân Vệ tập hợp ở Ti Lâu đối phó với quân Địch. Quân Địch phải rút lui. Sang năm 641 TCN, Vệ Văn công mang quân đánh nước Hình báo thù. Quân Vệ vây hãm nước Hình lâu ngày.
Đầu năm 635 TCN, tướng nước Vệ là Quốc Tử dụ 2 viên quan phụ tá nước Hình họ Lễ ra ngoài và giết chết. Nước Hình không còn người chỉ huy, Vệ Văn công phá được nước Hình, diệt nước Hình.
Đến tháng 4 năm đó, Vệ Văn công mất. Ông làm vua được 25 năm. Con ông là Cơ Trịnh lên nối ngôi, tức là Vệ Thành công.